# Izabela Zatorska
Izabela Zatorska-Pleskacz, wcześniej Zachara-Zatorska (ur. 6 października 1962 w Paczkowie) – polska lekkoatletka specjalizująca się w biegach długodystansowych i biegach górskich.

## Kariera
Zawodniczka klubów: Górnik Zabrze, Tajfun Krosno, Krośnianka Krosno, LKS Wrocanka. Należy do najlepszych zawodniczek świata w biegach górskich.
Od 2003 nauczycielka wychowania fizycznego w 1 LO im. Mikołaja Kopernika w Krośnie.

## Najważniejsze osiągnięcia
- Mistrzostwa świata w biegach górskich
  - srebrny medal 1999
  - brązowy medal 2000
  - brązowy medal 2001
  - srebrny medal 2001 drużynowo
  - brązowy medal 2002
- Mistrzostwa Europy w biegach górskich
  - 4. miejsce 2002
  - 4. miejsce 2003
  - 5. miejsce 2004
  - 16. miejsce 2005
- Grand Prix (Puchar Świata) w biegach górskich
  - 1. miejsce 2001
  - 2. miejsce 2002
  - 2. miejsce 2003
  - 1. miejsce 2004
  - 1. miejsce 2005
  - 4. miejsce 2006
- Puchar Europy w biegach górskich
  - złoty medal 1999
  - złoty medal 2000
- Mistrzostwa Europy weteranów w biegach górskich
  - srebrny medal 2006

11 listopada 1989 zwyciężyła w I edycji Biegu Niepodległości w Sanoku. Reprezentując klub Tajfun Krosno powtórzyła ten sukces rok później w 1990, a dzień później 12 listopada 1990 wygrała Bieg Niepodległości w Opolu. Reprezentując Krośniankę Krosno w następnym roku 1991 w trzy dni wygrała trzy biegi organizowane z okazji rocznicy odzyskania niepodległości przez Polskę, 9 listopada w Sanoku (10 km), 10 listopada w Opolu (15 km), 11 listopada w Warszawie (12 km).
Wygrała plebiscyt na najpopularniejszego sportowca województwa krośnieńskiego organizowanego przez czasopismo „Podkarpacie” za rok 1991.
Zatorska była także czołową maratonką kraju, reprezentantką Polski na zawody Pucharu Świata w 1991 i mistrzostwa Europy w 1994. Zdobyła również tytuły mistrzyni Polski w biegu na 20 km (1991), półmaratonie (1994) i w biegach przełajowych (1991, 1996). Rekordy życiowe: bieg na 3000 m – 9:14.78 (1991), bieg na 5000 m – 15:37.15 (1987), bieg na 10 000 m – 32:19.65 (1991), półmaraton – 71:53 (2000), maraton – 2:33:46 (1992).